# أندريه لالاند
أندريه لالاند (بالفرنسية: André Lalande)‏ فيلسوف فرنسي (1876-1963) ولد في ديجون، ودرس في عدة مدارس ريفية، إلى أن انتقل إلى مدرسة أنري الرابع، فدار المعلمين العليا ما بين 1883 و 1888. نال شهادة في الفلسفة عام 1888، وشهادة الدكتوراه في الآداب عام 1899. وفي سنة 1909 صار أستاذاً مساعداً في الفلسفة بالسوربون، وأستاذ كرسي عام 1918، ثم عمل أستاذاً بالجامعة المصرية. تخرج على يديه الفوج الأول من طلاب قسم الفلسفة. أَلف «المعجم الفلسفي» المعروف بمعجم لالاند.

## مؤلفاته
- المعجم التِّقنيّ والنِّقديّ للفلسفة (Vocabulaire Technique et Critique de la Philosophie) (1926).
- نظريَّات في الاستقراء والتَّجريب (1929).[2]
- الأَوهام التَّطوُّريَّة (1930).
- العقل والمعايير (1948).

## فكره
آمن لالاند بالأخلاق منذ أن بدأ يفكر. وكان مذهب التطور هو السائد حينذاك في العلم والفلسفة، وكان هربرت سبنسر حامل لوائه في الميدانين، فقد كانت كتبه عبارة عن تلخيص العلوم تبعاً لقانون التطور، فنقض لالاند نظرية سبنسر في الارتقاء والتطور، التي تقول بأن الكائنات تترقّى من التَّجانس إلى التَّنوُّع وقال بنظرية عكسية تقوم على فكرة أساسيَّة وهي: أنَّ قانون الحياة ليس التطور (Evolution) ولكنَّه الانحلال (Dissolution) أو التطور العكسي، أي من التنوع إلى التجانس. والانحلال هنا ليس بالمعنى السَّلبيّ، ولكنه يفيد التطور والترقي، ولذلك استغنى لالاند فيما بعد عن كلمة الانحلال، لكي لا يسيء الناس فهمها، واستخدم كلمة (Involution) التي هي عكس (Evolution)، بمعنى التطور إلى الوحدة والتجانس، أو التطور من الاختلاف إلى التشابه. فالملاحظ أن الكائنات يحدوها المحافظة على نفسها من تنازع البقاء ومن التغيُّر، وأن الجماد يخضع لقانون تناقض التفاوت بين الطاقة والكتلة، وأن الحياة عمومًا مآلها للموت، وأن الموت هو النهاية المحتومة لكلَّ غزو وفتح وتمايُز، وأنه مبدأ يساوي ويوازن بين الجميع.
وإن تاريخ الحياة، على وجه الأرض، يتلخص في كون الحياة قوَّة تعمل على إيجاد كائنات أكثر فأكثر تركيزاً وملاءَمة مع البيئة. وإنها، منذ أدنى صورها وأبسطها، توكيدٌ للفردية واجتهاد في تنميتها، على حساب المادة البحتة وعلى حساب سائر الأحياء، لذا هناك تنازُع مستمرّ للبقاء.
أما فيما يتعلق بالعقل، فهو يسلك مسلكاً مغايراً لما يذهب إليه دعاة التطور، لأنه بدلاً من إقامة العلاقات على قوة السلطة والغزو والقهر، يقيمها العقل على العدالة والمساواة والمحبَّة والحرية. ويُظهر لنا التاريخ أن العقل قد عمل على توجيه التقدم الإنساني في الفرد والمجتمع.
أما كتابه العقل والمعايير، فهو ردّ على التجريبيين من الفلاسفة الذين يذهبون إلى أن المعقولات الرئيسية كالزمان والمكان والعلَّة والقانون وما إليها، مُستمدة من التجربة لكي يتوصلوا من بعدها إلى نتيجة، وهي إنكار قيمة العقل. فيردّ لالاند قائلاً بأن كل المعقولات مستفادة من التجربة، وأن موضوعها دائم التغير، وذلك عائد إلى مبدأ ثابت هو العقل المكوَّن (Raison Constituante). أمَّا مجموعة (المبادئ) أو (المعقولات)، فهي العقل المكوِّن (Raison Constitueé). فالأول ثابت، وهو المبدأ الواضح للقيم والمعايير والقواعد، وإرادته إرادة توحيد، وغايته التجانس والتوافق، والثاني قابل للتغير، وهذا العقل الثاني هو الذي يشير إليه التجريبيون حين يتحدثون عن التغيرالدائم لمفاهيم المعقولات، ومن ثم ينكرون قيمة العقل.